# Herb gminy Osiecznica
Herb gminy Osiecznica – symbol gminy Osiecznica.

## Wygląd i symbolika
Herb przedstawia na tarczy dzielonej z lewa w skos z umieszczonym u góry czarnym napisem „OSIECZNICA” w polu górnym żółtym wieżę zamku w Kliczkowie, natomiast w polu dolnym niebieskim dwie białe fale (symbolizujące rzekę Kwisę) i dwa stylizowane świerki. Wszystkie elementy symbolizują naturalne bogactwo gminy oraz dążenie do ochrony środowiska.  